# 18倫
『18倫』（じゅうはちりん）は、松本タカによる日本の漫画作品。『ヤングチャンピオン』（秋田書店）にて2008年NO.1から2010年NO.1まで連載していた。2009年に実写映画化、2010年にオリジナルビデオとして実写化されDVD発売している。

## ストーリー
女医を目指す才色兼備な名家のお嬢様・池内倫子が突然親の破産により一文無しに。学校退学、一家離散、を経て自活するためにひょんなことからアダルトビデオ制作会社・バール企画の雑用として就職するも、これまでの生活環境とは180度違う世界で、倫子のアダルトで多難な日々が始まる。

## 登場人物

### バール企画
都内某所にある零細アダルトビデオ制作会社。社長の沢倉と社員数人で切り盛りしている。テナントビルを間借りしており、ビルには簡易スタジオや物置部屋、シャワールームもある。企画物や正統派単体物からレズやSM、果てはスカトロやニッチなフェチ系ビデオまで、ありとあらゆるジャンルを撮影するが、沢倉の信念からレイプ物は撮らないとしている。
池内倫子
主人公。名家池内家の一人娘で、日本でも有数のお嬢様進学校「白百合川女子高等学校」でもトップクラスの成績を誇る秀才。将来は医学部へ進学し日本一の女医になることを志している。常に丁寧な口調で話し、容姿端麗な上に茶道や華道など様々な習い事もこなし語学も堪能。順風満帆な人生を歩むも、突然父親の会社が倒産し一家離散となり学校を退学。その後ネットカフェに寝泊まりしながら仕事を探し、最終的に「バール企画」へ就職することとなる。しかし、本人はアダルトビデオを含めた性風俗についての知識はおろか、恋愛経験も無いため、医学的見地以外での異性の体についての知識も皆無。これまでいた環境と正反対のAV制作の現場に戸惑いつつも他の社員やAV女優達と共に仕事をこなしながら成長していく。自慰行為の経験すらなく性癖は不明だが、天然ボケ気質な言動からSM女優のアザ美に「自覚なく男を振り回すナチュラルS」と評されている。いわゆる隠れ巨乳でありカップ数はE。湿布や軟膏など医薬製品を人に薦めることが癖。無知故か数匹のゴキブリに名前をつけペットにしている。
沢倉
バール企画社長。イケメンで普段の言動も落ち着いているが、その本性は真性のマゾヒスト。他人の喧嘩の中で手が出た瞬間に間に割って入りその痛みを味わうほどの強者で、アダルト界の変態四天王の一人と称されている。元々は大手証券会社のエリート社員で妻と子供もいた身だが、自宅でのデリバリーSMのプレイ中の姿を妻に目撃され離婚。会社も退職しバール企画を立ち上げる。社員からはその変態趣味や突飛な発想に呆れられることも多いが、性に対する強いポリシーと仕事に対する誠実さから慕われている。
近藤
バール企画社員。メガネをかけており坊主頭で背が高い。ドMの沢倉とは正反対のドSで言動も荒々しいが根は常識人。そのため変人が多いバール企画内ではツッコミ役に回ることが多い。倫子に対し多少の気がある素振りを見せるが、社員同士の恋愛禁止というルールを頑なに守っている。
牧谷
バール企画社員。容姿は良い方だが他は至って平凡な青年。性癖も普通。と、思われたが物語途中で極度の熟女好きということが判明し沢倉らに驚かれる。しかも40代の美熟女は邪道としており、60代以上の高齢女性が理想のタイプ。沢倉曰く「熟女好きというより老人好き」。交際相手のマリタンも年金受給者である。
中川
バール企画社員。やや太り気味の体型で短髪。精液に対して並々ならぬこだわりを持っており「ぶっかけ」や「擬似ザーメン」についての造詣が深い。物語途中でAV女優・安田マコに告白され一時は断るが後に交際する。しかし、業界内のタブーである「AV女優とスタッフの交際」に触れたためバール企画を自主退職した。
高梨千穂
バール企画社員。退職した中川に代わり入社。おかっぱ髪で貧乳。成人しているが高校時代の制服を私服として身に着けている。気が強く、先輩である倫子や近藤に対してもタメ口で話す。処女である倫子とは対称的で経験人数は自称1000人以上という生粋のヤリマン。最高のセックスを日々求めているが、日本の男の似通ったセックスに辟易している。その元凶をAVのテンプレ的な演出、展開を男が真似ているせいだとし、AV業界からセックスの革命を起こすためにバール企画への入社を決意した。

### AV女優
本並ゆな
人気AV女優。作品はトップクラスの売上を誇るが、プライド高くわがままな性格で、初対面の倫子に対しても強く当たる。しかし、倫子の思いやりを感じ次第に打ち解け友情を芽生えさせる。暴漢に襲われそうになった倫子を庇ったり、マネージャーが無断でキャンセルした仕事へ自ら赴くなど実は義理堅い。倫子とは仕事以外にもプライベートでの付き合いを行う。
アザ美
SM専門のAV女優で生粋のサディスト。普段から和服を身につけている。倫子の潜在的な性癖をSであると見抜く。
筒井彩乃
バール企画初の専属AV女優。元々は国民的アイドルグループ「ネピッ娘クラブ」のアイドルだったが、若い世代を求めた芸能事務所からの圧力で強制的に引退させられる。その復讐からAV出演を決意するものの、大手制作会社からは芸能事務所との関係を壊したくない故に軒並み撮影を断られ、零細のバール企画の門を叩く。専属契約しデビュー作が完成するも、問屋やビデオ店への圧力もあり作品が卸せずお蔵入りになりかけるが、倫子が唯一、老夫婦が営む潰れかけのビデオショップ・ハイカラでの販売契約を取り付けることに成功。大々的な宣伝は行わなかったものの、ネット上や口コミで噂が広まり結果、売上20万本の大ヒットとなる。
吉田美々
普通のAV女優。初めは単体モノの作品に出演していたが「ヤッてる時の顔が不細工」なため人気が出ず所属事務所から企画女優へ格下げを食らう。その復讐のために作品を監督した沢倉へハニートラップを仕掛けるも失敗。その内本当に恋心が湧いたのか後々何度も沢倉を誘惑しようとするも、相手にされず苦い思いを味わう。
原田みの
変態四天王の1人でスカトロ趣味を持つ。一日一本うんこを食べないと寝付きが悪い。ツーシーム高木と親しい。
minco
本名石山民子。バール企画が田舎でスカウトした女優。かなり訛りがあり、セックスや露出に関して抵抗が無いサバサバとした性格。実は妊娠しており、出産費用を稼ぐためにビデオ出演するも、交際相手の真也が偶然作品を見つけ出し激怒。口論になるも後に和解しそのまま女優を引退する。
安田マコ
デビューして間もない新人女優であるが売上はよく、今後トップクラスの女優に成長すると期待されていた。しかし、バール企画での撮影中に社員の中川に一目惚れしてしまい、告白するも相手にされず「真っ赤なベリーショートが好き」と冗談交じりに返される。それを本気にして次の日に真っ赤なベリーショートに髪型を変え現れ中川を驚かせる。中川からも好意を持たれており両思いだが「スタッフと女優の交際」という業界のタブーを破るため事務所をやめ中川と交際する。しかし結果的に中川もケジメのためバール企画を退職することとなった。
灰田もも
Nカップの爆乳AV女優。おっとりした性格で元グラビアアイドル。貧乏な大家族の長女で、病弱な母親に代わり一家を切り盛りしている。

### その他
ツーシーム高木
フリーのカリスマAV監督。スカトロやデブ専を含めフェチ系の作品を専門としており、時に常人には理解できない様なテーマの作品を考案する。容姿はダルビッシュと見紛うほどの美男であり、道行く女性から度々告白を受けるも、その突飛な言動から一瞬で拒絶される。変態四天王の中でも一際変態であるが、セックスの時に服を脱ぐのが面倒臭いため未だ童貞。
米田
通称米(よね)ちゃん。沢倉の知人で変態四天王の一人。歌舞伎町で会員制のブルセラショップを経営しており、女子高生、とりわけお嬢様学校について詳しい。至高のお嬢様である倫子に関する物を集めようと躍起になるが、手痛い失敗を繰り返す。
マリタン
牧谷の交際相手。年金受給者で更年期障害を抱えている。自宅をバール企画の撮影場として提供したことがある。

## 実写映画

### 実写版 18倫
主人公の「池内倫子」をグラビアアイドルとして活躍中の田代さやかが演じ、漫画「18倫」を実写化。

#### キャスト
- 池内倫子：田代さやか
- 沢倉：河合龍之介
- 近藤：森谷勇太
- 牧谷：こばん
- 本並ゆな：紗奈
- 寺谷マネージャー：加治木均
- チョコポッキー山田：佐々木庸二
- 美波留：持田茜
- 桜子：木村あかり
- 池内倫子の母：藤崎世璃子
- 池内倫子の父：森羅万象
- 池内（母）の愛人：佐伯寛之
- フロントマン：高橋信二
- 工場長：松本格子戸
- メイド：葉山いづみ
- 若者：蘭汰郎、田中裕士、兼松若人
- 女優：ひかり、雨宮ゆん、小日向ひな

#### スタッフ
- 監督：城定秀夫
- 脚本：高田亮、城定秀夫
- 製作・企画・プロデューサー：海津昭彦、汐崎隆史、三波聖治、久保和明
- 助監督：小南敏也
- 撮影・照明：田宮健彦
- 編集：城定秀夫
- 音楽：タルイタカヨシ
- 録音：小林徹哉
- 配給・製作：ティーエムシー

#### 「実写版 18倫」派生商品
DVD
- リリース：2009年6月5日
- 規格：DVD
- メーカー：ティーエムシー

### 18倫 アイドルを探せ!
「実写版 18倫」の第2弾であり、2010年2月5日にDVD発売。DVD発売にさきがけて、2010年1月23日に1日限定でシネマート六本木にてレイト上映。主人公が働くAV制作会社「バール企画」が賞金1億円の「AVナンバーワングランプリ」に挑むストーリーを描く。

#### キャスト
- 池内倫子：田代さやか
- 沢倉：河合龍之介
- 石山民子：琴乃
- 黒木怜子：範田紗々
- 原紗央莉：原紗央莉
- 近藤：森谷勇太
- 牧谷：こばん
- 桜子：持田茜
- 中村英児
- 吉岡睦雄
- 神山杏奈
- かなと沙奈
- 辻和朗
- 桂野恵一
- 古賀忍
- 大山ダイキ
- 福天
- 蘭汰郎
- 木村和広
- 鈴木晴美

#### スタッフ
- 監督：城定秀夫
- 脚本：貝原クリス亮、城定秀夫
- 製作：海津昭彦
- 企画：汐崎隆史
- プロデューサー：三波聖治、久保和明
- 助監督：小南敏也
- 撮影・照明：田宮健彦
- 編集：城定秀夫
- 音楽：タルイタカヨシ
- 録音：小林徹哉
- 配給・製作：ティーエムシー